# Liste der höchsten Gebäude jedes Jahrzehnts
Die Liste der höchsten Gebäude jedes Jahrzehnts enthält jeweils die Top 10 der höchsten Gebäude der Welt von 1900 bis 2020. Zusätzlich wird das höchste in diesem Jahrzehnt erbaute Gebäude aufgelistet. Welches fett markiert ist oder an die Top 10 angehängt wird.
Diese Liste beinhaltet nur Gebäude, nicht aber andere Bauwerke, wie beispielsweise Rathäuser, Sakralbauten, Industrie-, Verkehrs-, Freizeit- oder Sportanlagen. Diese sind vereinzelt der Liste kursiv markiert hinzugefügt. Der Abriss oder die Zerstörung eines Gebäudes ist mit ⭛ vor der Jahreszahl markiert.
Die Höhenangaben entsprechen der strukturellen Höhe laut CTBUH (Rat für hohe Gebäude und städtischen Lebensraum) und wurden von Emporis übernommen.

## 1900
| Rang | Name                                    | Ort                               | Höhe in m | Etagen | Baujahr    |
| ---- | --------------------------------------- | --------------------------------- | --------- | ------ | ---------- |
| 1    | Park Row Building                       | Vereinigte Staaten, New York City | 119       | 30     | 1899       |
|      | Milwaukee City Hall                     | Vereinigte Staaten, Milwaukee     | 108       | 15     | 1895       |
| 2    | Manhattan Life Insurance Building       | Vereinigte Staaten, New York City | 106       | 18     | 1894 ⭛1963 |
|      | Justizpalast                            | Belgien, Brüssel                  | 104       |        | 1883       |
| 3    | American Surety Building                | Vereinigte Staaten, New York City | 103       | 26     | 1896       |
|      | Wiener Rathaus                          | Österreich, Wien                  | 98        | 6      | 1883       |
| 4    | Trump International Hotel Washington DC | Vereinigte Staaten, Washington    | 96        | 18     | 1899       |
| 4    | St. Paul’s Building                     | Vereinigte Staaten, New York City | 96        | 26     | 1898 ⭛1958 |
| 6    | New York World Building                 | Vereinigte Staaten, New York City | 94        | 20     | 1890 ⭛1955 |
| 7    | Masonic Temple                          | Vereinigte Staaten, Chicago       | 92        | 21     | 1892 ⭛1939 |
| 8    | Central Tower                           | Vereinigte Staaten, San Francisco | 91        | 21     | 1898 ⭛1906 |
|      | Texas State Capital                     | Vereinigte Staaten, Austin        | 90        | 4      | 1888       |
| 9    | Empire Building                         | Vereinigte Staaten, New York City | 89        | 21     | 1898       |
| 9    | American Tract Society Building         | Vereinigte Staaten, New York City | 89        | 23     | 1895       |

## 1910
| Rang | Name                         | Ort                               | Höhe in m | Etagen | Baujahr    |
| ---- | ---------------------------- | --------------------------------- | --------- | ------ | ---------- |
| 1    | Metropolitan Life Tower      | Vereinigte Staaten, New York City | 213       | 50     | 1909       |
| 2    | Singer Building              | Vereinigte Staaten, New York City | 187       | 47     | 1908 ⭛1968 |
|      | Philadelphia City Hall       | Vereinigte Staaten, Philadelphia  | 167       | 7      | 1901       |
| 3    | City Investing Building      | Vereinigte Staaten, New York City | 148       | 33     | 1908 ⭛1968 |
| 4    | Park Row Building            | Vereinigte Staaten, New York City | 119       | 30     | 1899       |
| 5    | Hanover National Bank        | Vereinigte Staaten, New York City | 117       | 22     | 1903 ⭛1931 |
| 5    | Liberty Tower                | Vereinigte Staaten, New York City | 117       | 33     | 1910       |
| 7    | Knickerbocker Trust Building | Vereinigte Staaten, New York City | 116       | 27     | 1909 ⭛1964 |
| 8    | One Times Square             | Vereinigte Staaten, New York City | 110       | 25     | 1905       |
|      | Milwaukee City Hall          | Vereinigte Staaten, Milwaukee     | 108       | 15     | 1895       |
| 9    | 60 Wall Street               | Vereinigte Staaten, New York City | 107       | 26     | 1905 ⭛1977 |
| 10   | Manhattan Life Building      | Vereinigte Staaten, New York City | 106       | 18     | 1894 ⭛1963 |

## 1920
| Rang | Name                    | Ort                               | Höhe in m | Etagen | Baujahr    |
| ---- | ----------------------- | --------------------------------- | --------- | ------ | ---------- |
| 1    | Woolworth Building      | Vereinigte Staaten, New York City | 241       | 60     | 1913       |
| 2    | Metropolitan Life Tower | Vereinigte Staaten, New York City | 213       | 50     | 1909       |
| 3    | Singer Building         | Vereinigte Staaten, New York City | 187       | 47     | 1908 ⭛1968 |
| 4    | Municipal Building      | Vereinigte Staaten, New York City | 177       | 41     | 1914       |
| 5    | Bankers Trust Building  | Vereinigte Staaten, New York City | 164       | 29     | 1912       |
| 5    | Equitable Building      | Vereinigte Staaten, New York City | 164       | 40     | 1915       |
| 7    | Travelers Tower         | Vereinigte Staaten, Hartford      | 161       | 26     | 1919       |
| 8    | Marriott’s Custom House | Vereinigte Staaten, Boston        | 151       | 32     | 1915       |
| 8    | PNC Tower               | Vereinigte Staaten, Cincinnati    | 151       | 31     | 1913       |
| 10   | City Investing Building | Vereinigte Staaten, New York City | 148       | 33     | 1908 ⭛1968 |

## 1930
| Rang | Name                    | Ort                               | Höhe in m | Etagen | Baujahr    |
| ---- | ----------------------- | --------------------------------- | --------- | ------ | ---------- |
| 1    | Chrysler Building       | Vereinigte Staaten, New York City | 319       | 77     | 1930       |
| 2    | 40 Wall Street          | Vereinigte Staaten, New York City | 283       | 71     | 1930       |
| 3    | Woolworth Building      | Vereinigte Staaten, New York City | 241       | 60     | 1913       |
| 4    | Terminal Tower          | Vereinigte Staaten, Cleveland     | 215       | 52     | 1930       |
| 5    | Metropolitan Life Tower | Vereinigte Staaten, New York City | 213       | 50     | 1909       |
| 6    | Lincoln Building        | Vereinigte Staaten, New York City | 205       | 55     | 1930       |
| 7    | Chanin Building         | Vereinigte Staaten, New York City | 198       | 56     | 1929       |
| 8    | Mercantile Building     | Vereinigte Staaten, New York City | 189       | 48     | 1929       |
| 9    | New York Life Building  | Vereinigte Staaten, New York City | 188       | 40     | 1928       |
| 10   | Singer Building         | Vereinigte Staaten, New York City | 187       | 47     | 1908 ⭛1968 |

## 1940
| Rang | Name                    | Ort                               | Höhe in m | Etagen | Baujahr |
| ---- | ----------------------- | --------------------------------- | --------- | ------ | ------- |
| 1    | Empire State Building   | Vereinigte Staaten, New York City | 381       | 102    | 1931    |
| 2    | Chrysler Building       | Vereinigte Staaten, New York City | 319       | 77     | 1930    |
| 3    | 70 Pine Street          | Vereinigte Staaten, New York City | 290       | 67     | 1932    |
| 4    | 40 Wall Street          | Vereinigte Staaten, New York City | 283       | 71     | 1930    |
| 5    | Comcast Building        | Vereinigte Staaten, New York City | 259       | 70     | 1933    |
| 6    | Woolworth Building      | Vereinigte Staaten, New York City | 241       | 60     | 1913    |
| 7    | 20 Exchange Place       | Vereinigte Staaten, New York City | 226       | 57     | 1931    |
| 8    | 500 Fifth Avenue        | Vereinigte Staaten, New York City | 216       | 58     | 1931    |
| 9    | Terminal Tower          | Vereinigte Staaten, Cleveland     | 215       | 52     | 1930    |
| 10   | Metropolitan Life Tower | Vereinigte Staaten, New York City | 213       | 50     | 1909    |

## 1950
| Rang | Name                    | Ort                               | Höhe in m | Etagen | Baujahr |
| ---- | ----------------------- | --------------------------------- | --------- | ------ | ------- |
| 1    | Empire State Building   | Vereinigte Staaten, New York City | 381       | 102    | 1931    |
| 2    | Chrysler Building       | Vereinigte Staaten, New York City | 319       | 77     | 1930    |
| 3    | 70 Pine Street          | Vereinigte Staaten, New York City | 290       | 67     | 1932    |
| 4    | 40 Wall Street          | Vereinigte Staaten, New York City | 283       | 71     | 1930    |
| 5    | Comcast Building        | Vereinigte Staaten, New York City | 259       | 70     | 1933    |
| 6    | Woolworth Building      | Vereinigte Staaten, New York City | 241       | 60     | 1913    |
| 7    | 20 Exchange Place       | Vereinigte Staaten, New York City | 226       | 57     | 1931    |
| 8    | 500 Fifth Avenue        | Vereinigte Staaten, New York City | 216       | 58     | 1931    |
| 9    | Terminal Tower          | Vereinigte Staaten, Cleveland     | 215       | 52     | 1930    |
| 10   | Metropolitan Life Tower | Vereinigte Staaten, New York City | 213       | 50     | 1909    |
| …    |                         |                                   |           |        |         |
| 47   | Edificio Altino Arantes | Brasilien, São Paulo              | 161       | 36     | 1947    |

## 1960
| Rang | Name                   | Ort                               | Höhe in m | Etagen | Baujahr |
| ---- | ---------------------- | --------------------------------- | --------- | ------ | ------- |
| 1    | Empire State Building  | Vereinigte Staaten, New York City | 381       | 102    | 1931    |
| 2    | Chrysler Building      | Vereinigte Staaten, New York City | 319       | 77     | 1930    |
| 3    | 70 Pine Street         | Vereinigte Staaten, New York City | 290       | 67     | 1932    |
| 4    | 40 Wall Street         | Vereinigte Staaten, New York City | 283       | 71     | 1930    |
| 5    | Comcast Building       | Vereinigte Staaten, New York City | 259       | 70     | 1933    |
| 6    | Woolworth Building     | Vereinigte Staaten, New York City | 241       | 60     | 1913    |
| 7    | Lomonossow-Universität | Russland, Moskau                  | 235       | 36     | 1953    |
| 8    | Kulturpalast           | Polen, Warschau                   | 230       | 43     | 1955    |
| 9    | 20 Exchange Place      | Vereinigte Staaten, New York City | 226       | 57     | 1931    |
| 10   | 500 Fifth Avenue       | Vereinigte Staaten, New York City | 216       | 58     | 1931    |

## 1970
| Rang | Name                      | Ort                               | Höhe in m | Etagen | Baujahr |
| ---- | ------------------------- | --------------------------------- | --------- | ------ | ------- |
| 1    | Empire State Building     | Vereinigte Staaten, New York City | 381       | 102    | 1931    |
| 2    | John Hancock Center       | Vereinigte Staaten, Chicago       | 343       | 100    | 1969    |
| 3    | Chrysler Building         | Vereinigte Staaten, New York City | 319       | 77     | 1930    |
| 4    | 70 Pine Street            | Vereinigte Staaten, New York City | 290       | 67     | 1932    |
| 5    | 40 Wall Street            | Vereinigte Staaten, New York City | 283       | 71     | 1930    |
| 6    | Comcast Building          | Vereinigte Staaten, New York City | 259       | 70     | 1933    |
| 6    | Chase Tower               | Vereinigte Staaten, Chicago       | 259       | 60     | 1969    |
| 8    | U.S. Steel Tower          | Vereinigte Staaten, Pittsburgh    | 256       | 64     | 1970    |
| 9    | One Chase Manhattan Plaza | Vereinigte Staaten, New York City | 248       | 60     | 1961    |
| 10   | MetLife Building          | Vereinigte Staaten, New York City | 246       | 58     | 1963    |

## 1980
| Rang | Name                  | Ort                               | Höhe in m | Etagen | Baujahr    |
| ---- | --------------------- | --------------------------------- | --------- | ------ | ---------- |
| 1    | Willis Tower          | Vereinigte Staaten, Chicago       | 442       | 108    | 1974       |
| 2    | World Trade Center 1  | Vereinigte Staaten, New York City | 417       | 110    | 1972 ⭛2001 |
| 3    | World Trade Center 2  | Vereinigte Staaten, New York City | 415       | 110    | 1973 ⭛2001 |
| 4    | Empire State Building | Vereinigte Staaten, New York City | 381       | 102    | 1931       |
| 5    | Aon Center            | Vereinigte Staaten, Chicago       | 346       | 83     | 1973       |
| 6    | John Hancock Center   | Vereinigte Staaten, Chicago       | 343       | 100    | 1969       |
| 7    | Chrysler Building     | Vereinigte Staaten, New York City | 319       | 77     | 1930       |
| 8    | First Canadian Place  | Kanada, Toronto                   | 298       | 71     | 1975       |
| 9    | 70 Pine Street        | Vereinigte Staaten, New York City | 290       | 67     | 1932       |
| 10   | 40 Wall Street        | Vereinigte Staaten, New York City | 283       | 71     | 1930       |

## 1990
| Rang | Name                  | Ort                               | Höhe in m | Etagen | Baujahr    |
| ---- | --------------------- | --------------------------------- | --------- | ------ | ---------- |
| 1    | Willis Tower          | Vereinigte Staaten, Chicago       | 442       | 108    | 1974       |
| 2    | World Trade Center 1  | Vereinigte Staaten, New York City | 417       | 110    | 1972 ⭛2001 |
| 3    | World Trade Center 2  | Vereinigte Staaten, New York City | 415       | 110    | 1973 ⭛2001 |
| 4    | Empire State Building | Vereinigte Staaten, New York City | 381       | 102    | 1931       |
| 5    | Bank of China Tower   | Hongkong                          | 367       | 77     | 1990       |
| 6    | Aon Center            | Vereinigte Staaten, Chicago       | 346       | 83     | 1973       |
| 7    | John Hancock Center   | Vereinigte Staaten, Chicago       | 343       | 100    | 1969       |
| 8    | Chrysler Building     | Vereinigte Staaten, New York City | 319       | 77     | 1930       |
| 9    | U.S. Bank Tower       | Vereinigte Staaten, Los Angeles   | 310       | 73     | 1989       |
| 10   | AT&T Corporate Center | Vereinigte Staaten, Chicago       | 307       | 60     | 1989       |

## 2000
| Rang | Name                  | Ort                               | Höhe in m | Etagen | Baujahr    |
| ---- | --------------------- | --------------------------------- | --------- | ------ | ---------- |
| 1    | Petronas Towers       | Malaysia, Kuala Lumpur            | 452       | 88     | 1998       |
| 2    | Willis Tower          | Vereinigte Staaten, Chicago       | 442       | 108    | 1974       |
| 3    | Jin Mao Tower         | Volksrepublik China, Shanghai     | 421       | 93     | 1999       |
| 4    | World Trade Center 1  | Vereinigte Staaten, New York City | 417       | 110    | 1972 ⭛2001 |
| 5    | World Trade Center 2  | Vereinigte Staaten, New York City | 415       | 110    | 1973 ⭛2001 |
| 6    | CITIC Plaza           | Volksrepublik China, Guangzhou    | 391       | 80     | 1996       |
| 7    | Shun Hing Square      | Volksrepublik China, Shenzhen     | 384       | 69     | 1996       |
| 8    | Empire State Building | Vereinigte Staaten, New York City | 381       | 102    | 1931       |
| 9    | Central Plaza         | Hongkong                          | 374       | 78     | 1992       |
| 10   | Bank of China Tower   | Hongkong                          | 367       | 77     | 1990       |

## 2010
| Rang | Name                                   | Ort                                 | Höhe in m | Etagen | Baujahr |
| ---- | -------------------------------------- | ----------------------------------- | --------- | ------ | ------- |
| 1    | Burj Khalifa                           | Vereinigte Arabische Emirate, Dubai | 828       | 163    | 2010    |
| 2    | Taipei 101                             | Taiwan, Taipeh                      | 508       | 101    | 2004    |
| 3    | Shanghai World Financial Center        | Volksrepublik China, Shanghai       | 492       | 101    | 2008    |
| 4    | International Commerce Centre          | Hongkong                            | 484       | 108    | 2010    |
| 5    | Petronas Towers                        | Malaysia, Kuala Lumpur              | 452       | 88     | 1998    |
| 6    | Nanjing Greenland Financial Center     | Volksrepublik China, Nanjing        | 450       | 89     | 2010    |
| 7    | Willis Tower                           | Vereinigte Staaten, Chicago         | 442       | 108    | 1974    |
| 8    | Guangzhou International Finance Center | Volksrepublik China, Guangzhou      | 438       | 103    | 2010    |
| 9    | Trump International Hotel & Tower      | Vereinigte Staaten, Chicago         | 423       | 98     | 2009    |
| 10   | Jin Mao Tower                          | Volksrepublik China, Shanghai       | 421       | 93     | 1999    |

## 2020
| Rang | Name                                  | Ort                                 | Höhe in m | Etagen | Baujahr |
| ---- | ------------------------------------- | ----------------------------------- | --------- | ------ | ------- |
| 1    | Burj Khalifa                          | Vereinigte Arabische Emirate, Dubai | 828       | 163    | 2010    |
| 2    | Shanghai Tower                        | Volksrepublik China, Shanghai       | 632       | 121    | 2015    |
| 3    | Abraj Al Bait Towers                  | Saudi-Arabien, Mekka                | 601       | 120    | 2012    |
| 4    | Ping An International Finance Center  | Volksrepublik China, Shenzhen       | 599       | 115    | 2017    |
| 5    | Goldin Finance 117                    | Volksrepublik China, Tianjin        | 597       | 117    | 2020    |
| 6    | Lotte World Premium Tower             | Südkorea, Seoul                     | 555       | 123    | 2017    |
| 7    | One World Trade Center                | Vereinigte Staaten, New York City   | 541       | 104    | 2014    |
| 8    | Tianjing Chow Tai Fook Finance Centre | Volksrepublik China, Tianjin        | 530       | 97     | 2020    |
| 8    | Guangzhou CTF Finance Center          | Volksrepublik China, Guangzhou      | 530       | 111    | 2016    |
| 10   | China Zun                             | Volksrepublik China, Peking         | 528       | 109    | 2019    |